# 约翰内斯·赫斯弗洛特·克莱博
约翰内斯·赫斯弗洛特·克莱博（挪威語：Johannes Høsflot Klæbo，1996年10月22日—）生于奥斯陆，是一名挪威男子越野滑雪运动员。

## 生平
克莱博在五岁时随家人移居至特隆赫姆。他的父亲是其经理人，而其祖父是其教练。克莱博拥有一个YouTube频道，他通过该频道上传视频博客，并称开设频道是为了让更多人了解越野滑雪运动员在赛场外以及休赛期做什么。克莱博的视频由其家人协助其编辑以及翻译。